# Tsit Yuen Lam
Tsit Yuen Lam, também Tsit-Yuen Lam (6 de fevereiro de 1942), é um matemático sino-estadunidense, que trabalha com álgebra, em especial teoria dos anéis e formas quadráticas.
Lam estudou na Universidade de Hong Kong (bacharelato em 1963) e na Universidade Columbia, onde obteve um doutorado em 1967, orientado por Hyman Bass, com a tese On Grothendieck Groups. Foi depois instrutor na Universidade de Chicago e a partir de 1968 seguiu carreira na Universidade da Califórnia em Berkeley, onde foi Professor Assistente em 1969, Professor Associado em 1972 e Professor Pleno em 1976. Foi diversas vezes vice-diretor da Faculdade de Matemática. De 1995 a 1997 foi deputado diretor do Mathematical Sciences Research Institute (MSRI) da Universidade da Califórnia em Berkeley.
De 1972 a 1974 foi Sloan Fellow e em 1981/82 bolsista Guggenheim. Em 1982 recebeu o Prêmio Leroy P. Steele por seus livros. É fellow da American Mathematical Society.

## Obras
- Serre’s Conjecture. Lecture Notes in Mathematics, Springer, 1978.
- Serre’s Problem on projective modules. Springer, 2006.
- The algebraic theory of quadratic forms. Benjamin, 1973, 1980.
- A First course in non commutative rings. Graduate Texts in Mathematics, Springer, 1991, 2ª Edição 2001, ISBN 0-387-95325-6.
- Lectures on Modules and Rings. Springer, Graduate Texts in Mathematics, 1999, ISBN 978-0-387-98428-5.
- Orderings, Valuations and Quadratic Forms. AMS, 1983,
- Exercises in classical ring theory. Springer, 1985.
- Representations of Finite Groups: A Hundred Years. Teil I, Teil II. Notices of the AMS, 1998.